# A Weekend in the City
A Weekend in the City —en español: Un fin de semana en la Ciudad— es el segundo álbum de estudio de Bloc Party que fue lanzado el 5 de febrero de 2007. El álbum ha sido producido por Jacknife Lee.  El álbum fue refinado y mezclado en varios lugares de Londres a finales de 2006. Fue lanzado el 24 de enero de 2007 en Japón y en la primera semana de febrero en el resto del mundo, con Wichita Recordings como discográfica. El álbum alcanzó el número dos en el UK Albums Chart y en la lista de álbumes de Irlanda. En los Estados Unidos, entró en el Billboard 200 en el número 12.
El objetivo de Bloc Party era elaborar un álbum que les alejara del formato habitual de grupo con guitarras, mediante la incorporación de ritmos más electrónicos e instrumentación adicional. Se usaron diversos programas de ordenador para enriquecer y modificar las canciones grabadas, y contrataron un sexteto de cuerdas para llevar a cabo algunas de las pistas. El vocalista y letrista Kele Okereke creó A Weekend in the City tratando temas como el abuso de droga, la sexualidad y el terrorismo. Los tres singles originales del álbum, "The Prayer", "I Still Remember", y "Hunting for Witches", ejemplifican estos temas, respectivamente.

## Antecedentes
Los miembros de Bloc Party crearon A Weekend in the City durante el 2005 mientras estaban de gira con su aclamado primer álbum Silent Alarm. A pesar de echar de menos Londres, su ciudad natal, el cuarteto se desilusionaba cada vez más con la cultura en la zona cada vez que volvían. Gordon Moakes ha señalado: "El contraste que vimos entre estar lejos de gira y estar en casa ... veíamos que Londres no estaba cambiando de verdad y que la gente con la que habíamos crecido eran parte de eso". Okereke escribió muchas canciones en el año 2005 y principios de 2006 y utiliza un concepto que llamó "Urbanite Relaxation" para ampliar los temas de la vida y de ocio de la metrópoli. La banda grabó alrededor de 30 pruebas de sonido para utilizando un MiniDisc. El resto de las canciones fueron escritas en abril de 2006 antes de entrar en el proceso de grabación en estudio.

## Grabación
A mediados de 2006, Bloc Party viajó a Lee Grouse Lodge Studios en Westmeath, Irlanda, para grabar A Weekend in the City. Los miembros de la banda empezaron por experimentar con sus respectivos instrumentos. Moakes se centra, además, en usar diferentes tipos de sintetizador. Pronto pasaron a la sala de grabación principal, un área grande con "mucho ambiente natural" de acuerdo al ingeniero de sonido Tom McFall. Se hizo una cabina improvisada alrededor de la parte posterior de la batería para reducir cualquier interferencia sonora, y en ocasiones se ponía un techo falso sobre el baterista Matt Tong para aislar un sonido puro. Se utilizaron diferentes tipos de micrófonos para cada componente de la batería.

## Lista de canciones
| N.º | Título                           | Duración |  |
| 1.  | «Song for Clay (Disappear Here)» | 4:49     |  |
| 2.  | «Hunting for Witches»            | 3:31     |  |
| 3.  | «Waiting for the 7:18»           | 4:17     |  |
| 4.  | «The Prayer»                     | 3:45     |  |
| 5.  | «Uniform»                        | 5:32     |  |
| 6.  | «On»                             | 4:46     |  |
| 7.  | «Where Is Home?»                 | 4:54     |  |
| 8.  | «Kreuzberg»                      | 5:27     |  |
| 9.  | «I Still Remember»               | 4:23     |  |
| 10. | «Sunday»                         | 4:59     |  |
| 11. | «SRXT»                           | 4:51     |  |

### Lista de Bonus Tracks
1. "We Were Lovers" (Edición Japonesa) – 4:12
2. "England" (Edición Japonesa) – 4:15
3. "Cain Said To Abel" (Descarga legal de iTunes solamente en Norteamérica) – 3:24
4. "Atonement" (Descarga legal de iTunes solamente en Norteamérica) – 3:46
5. "I Still Remember" - Video (Solamente en descarga legal de iTunes)
6. "The Prayer (Does It Offend You, Yeah? Remix)" (Solamente en descarga legal de iTunes Reino Unido)
7. "Version 2.0" (Solamente la versión de Best Buy) – 3:19
8. "Emma Kate's Accident" (Solamente la versión de Best Buy) – 5:38
9. "Secrets" – 4:06
10. "The Once and Future King" – 3:20
11. "Rhododendron" (Solamente en descarga legal de eMusic Norteamérica) – 4:49
12. "Selfish Son"
13. "Vision of Heaven" (Exclusiva de PureVolume) – 3:31
14. "Cavaliers and Roundheads" (Del sencillo "Hunting for Witches") - 3:44

## Posicionamiento en listas
| Listas (2007)                       | Posiciones |
| ----------------------------------- | ---------- |
| UK Albums Chart                     | 2          |
| Irish Albums Chart                  | 2          |
| US Billboard 200                    | 12         |
| US Billboard Top Rock Albums        | 3          |
| US Billboard Top Independent Albums | 1          |
| Australian Albums Chart             | 2          |
| Canadian Albums Chart               | 7          |
| French Albums Chart                 | 10         |
| German Albums Chart                 | 5          |
| Japanese Albums Chart               | 13         |
| Netherlands Albums Chart            | 19         |
| New Zealand Albums Chart            | 5          |

| "The Prayer"          | 4  | 18 | X  | 20 |
| "I Still Remember"    | 20 | —  | 24 | —  |
| "Hunting for Witches" | 22 | —  | —  | —  |
| "Flux"                | 8  | 41 | —  | —  |

## Personal
Bloc Party
- Kele Okereke - voz principal, guitarra rítmica
- Russell Lissack - guitarra principal
- Gordon Moakes - bajo, coros, sintetizadores
- Matt Tong - batería, coros